# 波洛特尼亚内扎沃德
波洛特尼亚内扎沃德（俄语：Полотняный Завод）是俄罗斯卡卢加州捷尔任斯克区的市级镇。该地2021年人口有4,597人；2010年人口5,224；2002年人口5,742；1989年人口5,441。